# 视觉传达设计

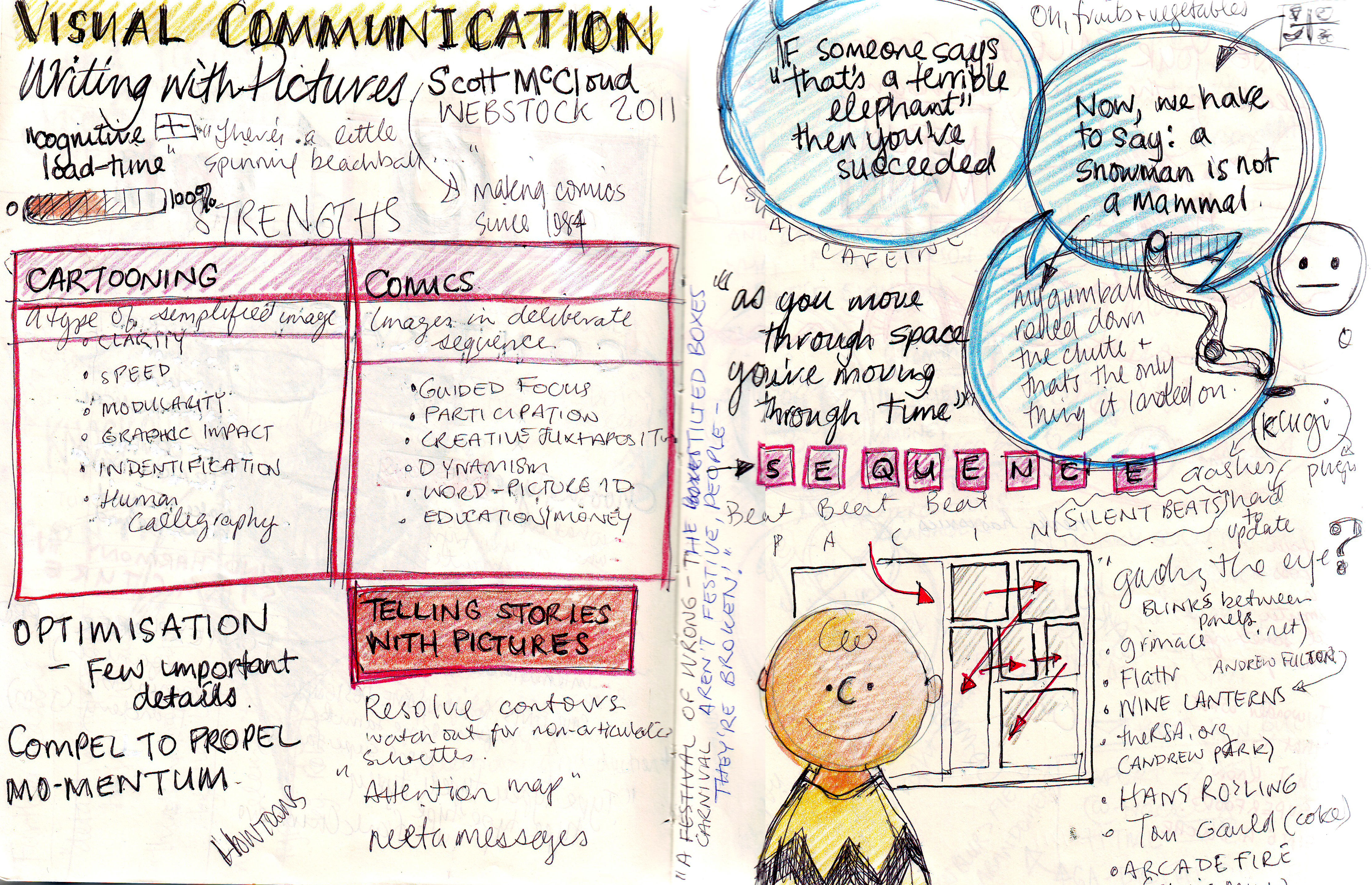
展示视觉传达过程的图像

視覺傳達設計（英語：Visual Communication Design）或视觉传达（直译：「视觉交流 / 沟通」）是使用可视形式元素来传达某种事物想法和信息，包括（但不限于）标志、排版、绘画、平面设计、插图、工业设计、广告、动画和电子资源。视觉传达主要或部份依赖于视觉且以二维空间的影像呈现。
在大學、專科學校、科技大學和技術學院，通常同名科系的教學主軸為平面設計（包括廣告、包裝…等）。至於工業、環境、數位媒體和時尚等方面，眾多學校則可能會另設科系並更加專研。根據LinkedIn 2015全球數據顯示，現時最多自由工作者從事「藝術及設計」(46%)，如平面設計、攝影師、網頁設計師及插畫家等等。

## 概要
基於人們對美與醜並無一致同意的規則，好的視覺傳達設計取決於觀者對訊息的吸收程度，而非主觀上對美學或美術的偏好。除了平面影像，其它可利用視覺以傳達訊息的方式包括：身體語言及姿勢、動畫（數位或類比）、及電影。透過電子郵件所做的視覺傳達通常是文字圖（ASCII art）、情緒符號（emoticons）、或附加的數位影像。

## 外部連結
- Banana Portal 接蕉喇 （页面存档备份，存于）（香港設計 freelance 指南）
- Freehunter （页面存档备份，存于）（Freehunter 香港人的自由工作者平台）
- Hellotoby （页面存档备份，存于）（設計 freelance 平台）
- 香港SEO公司 （页面存档备份，存于）（搜尋引擎優化公司）

設計協會
- International Council of Design  （页面存档备份，存于）
- Asia Designer Communication Platform （页面存档备份，存于）
- Taiwan Graphic Design Association （页面存档备份，存于）
- China Graphic Design Association （页面存档备份，存于）